# 马莫亚达
马莫亚达（義大利語：Mamoiada），是意大利撒丁大区努奥罗省的一个市镇。总面积49.03平方公里，人口2584人，人口密度52.7人/平方公里（2009年）。ISTAT代码为091046。